# Dwarf Fortress
Slaves to Armok: God of Blood Chapter II: Dwarf Fortress, también llamado Slaves to Armok II: Dwarf Fortress, pero más conocido como Dwarf Fortress, es un juego para computadoras freeware desarrollado por Bay 12 Games para Microsoft Windows, Linux y Mac OS X ambientado en un universo fantástico que combina aspectos del roguelike y de los juegos de construcción de ciudades y es principalmente conocido por su alto nivel de complejidad y dificultad. El título del juego se debe a que en el principal modo de juego el jugador debe tomar el mando de un grupo de enanos y construir una fortaleza subterránea. El desarrollo empezó en octubre de 2002, seguido por la primera versión pública lanzada en agosto de 2006 y sigue en desarrollo. El juego está en continuo desarrollo, añadiendo características constantemente.
En marzo de 2013, el Museo de Arte Moderno de Nueva York (MOMA) ha incorporado el juego a sus exhibiciones como parte de 40 videojuegos de toda la historia que son "ejemplos destacados de diseño de interacciones".

## Modo de juego
Antes de jugar, un mundo debe ser generado usando el software o siendo descargado de Internet. Cada mundo construido es único; los eventos que tienen lugar durante el juego afectarán a los siguientes juegos en el mismo mundo. La creación del mundo en Dwarf Fortress es muy elaborada: el terreno se genera con fractales, la erosión se simula, después la vida silvestre, pueblos y otros sitios se colocan. Una historia específica se adjunta a cada sitio, las referencias a estos eventos se pueden encontrar durante el juego (en obras de arte y conversaciones con personajes no jugables (PNJ)), y el enfoque actual de desarrollo de (a partir de abril de 2008) es hacer que las guerras generadas del mundo determinen -en el juego- la distribución del territorio y las historias de fondo de los PNJ.
Todo el proceso puede tardar desde unos pocos segundos hasta varias horas, dependiendo de la configuración y la velocidad del ordenador. Tarn Adams ha añadido una opción para la generación de mundos mucho más pequeños (de tamaño 257x257 (por defecto), 129, 65, 33 o 17) para las personas que no quieren pasar largos períodos de tiempo en generar un mundo de tamaño completo.
Con la adición de más parámetros avanzados del generador de mundos en la v0.28, se ha hecho posible la generación de mundos que no son cuadrados (como 129x65), así como la capacidad de "pintar" la forma del mundo (altura específica, la temperatura, el salvajismo, la lluvia, el drenaje y la actividad volcánica) que ha dado lugar a que los parámetros del generador de mundos se inspiren en el mundo real.
El juego ofrece dos modos de juego: el modo fortaleza en el que el jugador construye un asentamiento enano, y el modo de "aventurero", en el que el jugador controla a un solo personaje de una manera tipo roguelike. Solo un modo a la vez puede ser desempeñado activamente en un mundo de juego determinado, aunque los aventureros pueden visitar fortalezas abandonadas o demolidas, construidas en los juegos anteriores.
La dificultad del juego es variable, pero su inclinación hacia la dificultad se refleja en el lema del juego, "perder es divertido". Los primeros intentos de los nuevos jugadores casi siempre (y muy rápido, por cierto) terminará en un desastre. Sin embargo, como pasa el tiempo, y crece la fortaleza del usuario, el juego presenta más desafíos al final de la partida. Puesto que no hay condiciones de victoria para el juego, todas las fortalezas pueden y ,eventualmente, terminarán en un desastre.

### Modo fortaleza

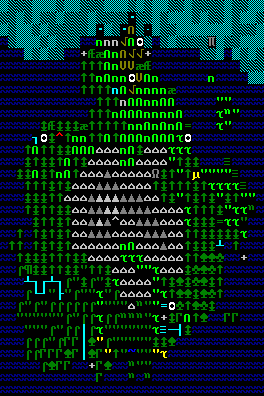
Mapa del mundo usando el "tileset" por defecto

A medida que el jugador comienza el modo fortaleza, tiene la capacidad para seleccionar un punto de partida, que determina los recursos y los retos que uno puede encontrar en un mapa dado. Por ejemplo, un jugador puede empezar en un mapa que contiene una piscina de magma, lo que permite a los enanos fundir metales y crear arte sin necesidad de recursos de combustible, pero en ocasiones genera enemigos peligrosos.
El asentamiento inicial se compone de siete enanos. El jugador recibe un número de puntos para gastar en habilidades y recursos (alimentos, armas, armaduras, equipo, etc.) Una vez que estas decisiones se han tomado, los colonos llegan y esperan instrucciones del jugador.
Una variedad de tareas se pueden realizar en el juego. Algunas son básicas, como la minería, la tala de árboles, metalurgia, albañilería, agricultura y la cocina. Otras son más esotéricas, como crear jabón, limpiar el pescado, grabado y talla de gemas. La “carrera” de un enano generalmente se centrará en la habilidad más practicada. Muchas de las habilidades requieren edificios especiales, conocidos como los talleres.
El jugador influencia a los enanos recién llegados a través de la designación de áreas de trabajo y la posterior creación de empleo, pero el jugador no puede controlar directamente un enano. Por ejemplo, la designación de un área para cortar madera crea un trabajo de “talador de árboles” (chop down tree) por cada árbol que abarca, que un enano con el trabajo apropiado activo llevará a cabo. Cualquier enano puede ser designado para desempeñar un empleo, sin embargo, una mayor habilidad en un determinado puesto de trabajo puede mejorar la tasa (por ejemplo, con la minería) o la calidad (en el caso de la artesanía) de rendimiento.
A medida que excavan sus montañas, los enanos tendrán fabulosos espacios de vida, la producción de alimentos (por lo general implican la agricultura y el riego), la obtención de agua y alcohol, y construcción de talleres para generar productos comerciales de gran valor. También se encontrarán con criaturas hostiles de las cuales se tendrán que defender. Esto, por lo general, conduce a la organización militar y trampas mortales. A medida que la fortaleza crece, más enanos llegarán, proporcionando mano de obra adicional y oportunidades para la especialización de trabajo.
Mientras el juego avanza, los jugadores pueden encontrar comerciantes extranjeros, nobles enanos que exigen demandas a la población, los asedios goblin, enanos maníacos artesanos y una variedad de otros eventos especiales.
Los modelos del juego, los enanos y el mundo tienen gran detalle, por ejemplo, durante el combate, un enano puede soportar diversos grados de lesiones (rotos, destrozados, etc) en muchas partes del cuerpo, hasta los dedos individuales, órganos internos e incluso los nervios y las arterias. ítems, la calidad de mano de obra, de tintes y decoraciones están registrados y tomados en cuenta. De acuerdo con sus experiencias (tener un amigo muerto, que le sirvan comida de baja calidad, ser molestado por el ruido durante el sueño, etc) los enanos pueden llegar a estar felices o tristes, incluso enfadados y, finalmente, enloquecidos; se crean relaciones sociales, casarse con un enano suficientemente compatible y tener hijos u organizar fiestas. Cada enano también tiene su propia personalidad, gustos y disgustos, que afectará la forma en que el enano reacciona a situaciones concretas. Un ejemplo de esto es que un enano al que le gusta el material de oro tendrá una pensamiento feliz al ver o ser dueño de un ítem de oro, o un enano que se enfurece más rápido será más probable que berrinche y se meta en peleas a puñetazos. Además, los enanos pueden obtener rasgos de la personalidad a través de experiencias tales como ver una gran cantidad de muerte, lo cual reducirá la infelicidad recibido de la muerte de amigos. La gravedad es simulada, y un elaborado sistema de mecánica de fluido es responsable de los ríos y las corrientes de magma, y permite que los fenómenos tales como géiseres de presión y las inundaciones ocurran en el juego.

### Modo aventurero
En el modo aventurero el jugador crea un grupo o un solo personaje  de cualquiera de las razas jugables del mundo que se ha seleccionado (enano, elfo, humano, duende, experimento, persona animal, etc). No hay meta final aparte de la supervivencia, haciendo de este modo más casual que el anterior. Los jugadores pueden recibir misiones para matar monstruos o bandidos entre muchos otros para ganar fama, o pasear libremente y asesinar la fauna local. El modo fortaleza había recibido el grueso de la atención de los desarrolladores hasta la actualización v0.31.17. Con eso, sin embargo, el modo aventurero se ha mejorado enormemente en un esfuerzo para prepararla para una integración más fluida con el modo fortaleza. Ahora es posible apuntar a partes específicas del cuerpo, lo que hace el combate mucho más interesante; convertirse en un héroe venerado con las distintas naciones del mundo; visitar castillos con una gran cantidad de soldados y luchar valientemente con las temibles "criaturas de la noche".
El modo aventurero también permite al jugador explorar las partes y la historia del mundo del juego actual que no es accesible en el modo fortaleza.
Los aventureros son asignados con varias habilidades relacionadas al combate: el uso de escudos, uso de armas, emboscadas, lucha, natación y cualquiera de las habilidades de armas diferentes. La selección de habilidades iniciales determina la partida, pero el equipo está disponible para su compra en las tiendas de las ciudades humanas. El jugador también puede reunir a un grupo de aventureros hablándole a la gente de la ciudad (PNJ) para unirse al protagonista.
Además, si el jugador creó previamente una fortaleza (a través del modo fortaleza) en el mismo mundo, este puede explorar la fortaleza y el testimonio de lo que había sido de ella en el tiempo y ver los grabados y objetos hechos en el modo fortaleza.

### Modo leyendas
El modo de leyendas es menos de un modo de juego tradicional de lo que es una manera de leer a través de la historia de un gran mundo. Las opciones se pueden establecer, al crear un mundo, para descubrir su historia ya sea de forma manual durante el modo de aventurero, o tener toda la historia automáticamente revelada hasta la creación del mundo.
Entre la información que podremos encontrar, hay muchas, pero las más importantes son las siguientes:
- Figuras Históricas: son los humanos y las criaturas que han hecho algo muy importante en el mundo, como por ejemplo, matar un coloso o salvar una aldea de una invasión de monstruos.
- Lugares Históricos: son los lugares históricos del mundo, se puede embarcar en ellos.

## Desarrollo
Dwarf Fortress es el sucesor de Slaves to Armok: God of Blood, un juego del tipo hack and slash desarrollado por Bay 12 Games. Dwarf Fortress descartó las gráficas 3D de God of Blood's en favor de una interfaz de usuario de texto, con gráficos ASCII y se incorporaron estrategias económicas y de elementos. El desarrollador afirma que la representación gráfica no es un objetivo importante. De todas formas, es posible encontrar diversas modificaciones como Phoebus o Ironhand, que cambian los gráficos ASCII por representaciones gráficas usando tilesets.
Dwarf Fortress inicialmente soportaba solamente paisajes en 2D, con los ejes X e Y correspondientes a los cuatro puntos cardinales. En las versiones posteriores se agregó un eje Z –mapas que representaban múltiples capas– manteniendo la representación gráfica en dos dimensiones. Esto permite características geográficas como cerros, montañas y abismos. También características creadas por el jugador como fortalezas de varios niveles, cascadas, elaboradas trampas mortales y agujeros.